# Анђелка Миливојевић Тадић
Анђелка Миливојевић Тадић (Ваљево, 13. децембар 1964 — Београд, 26. април 2025) била је српска глумица.

## Биографија
Анђелка Миливојевић Тадић је рођена 13. децембра 1964. године у Ваљеву. Глуму је дипломирала 1988. године на Факултету драмских уметности у Београду у класи професора Предрага Бајчетића, представом Моли Блум Џејмса Џојса. Била је стални члан Народног позоришта у Београду од 1995. године.
Такође, играла је у бројним представама у Театру поезије, Студентском културном центру Београд, позоришту Добрица Милутиновић у Сремској Митровици, позоришту Стерија у Вршцу, позоришту Душко Радовић, Југословенском драмском позоришту и позоришту Огледало.
Добитница је награде на Сусретима војвођанских позоришта за улогу Силвије у Шизгаловим Дактилографима. Учествовала у представи Синопсис о слободи, по тексту и у режији Љубивоја Тадића, чије је извођење на Вуковом сабору снимљено за РТС.
Преминула је 26. априла 2025. године у Београду.

## Филмографија
| Год.  | Назив                          | Улога   |
| ----- | ------------------------------ | ------- |
| 1986. | Конац комедије                 |         |
| 1988. | Кућа поред пруге               | Косовка |
| 2014. | Тесла или прилагођавање анђела |         |

## Улоге у позоришту

### Народно позориште у Београду
- Богојављенска ноћ (Виола)
- Краљ Лир (Гонерила)
- Еринија – Орестија – Есхил (Електра)
- Војвоткиња од Малфија (Кариола)
- Вештице из Салема (Титуба)
- После милион година (Зора)
- Балканска пластика (Мага)
- Развојни пут Боре Шнајдера (Ангелина)
- Грбавац (Онка)
- Соба моје мајке (Ђак)
- Лудило у двоје (Она)
- Велика драма (Даринка)
- Коштана (Магда)
- Како је диван тај призор (Пол Валери)
- Исидорине изохимене (монодрама)